# Tibellus asiaticus
Tibellus asiaticus är en spindelart som beskrevs av Kulczynski 1908. Tibellus asiaticus ingår i släktet Tibellus och familjen snabblöparspindlar. Inga underarter finns listade i Catalogue of Life.